# Митачен (Њу Џерзи)
Митачен (енгл. Metuchen) град је у америчкој савезној држави Њу Џерзи.

## Демографија
По попису из 2010. године број становника је 13.574, што је 734 (5,7%) становника више него 2000. године.
| Група             | 2000.          | 2010.         |
| Белци             | 10.483 (81,6%) | 9.952 (73,3%) |
| Афроамериканци    | 681 (5,3%)     | 662 (4,9%)    |
| Азијати           | 928 (7,2%)     | 1.759 (13,0%) |
| Хиспаноамериканци | 508 (4,0%)     | 935 (6,9%)    |
| Укупно            | 12.840         | 13.574        |